# Saint-Dizier
Saint-Dizier és un municipi francès, situat al departament de l'Alt Marne i a la regió del Gran Est. L'any 1999 tenia 30.900 habitants.

## Ciutat agermanada
- Parchim (Alemanya)